# Regal (motorfiets)
Regal is een historisch merk van motorfietsen.
De bedrijfsnaam was Regal Motors, Smith & Woodhouse Ltd., Saltley, Birmingham (1909-1915). 
Het was een indertijd bekend Brits merk dat vanaf 1909 346-, 492- en 602 cc Precision-V-twins maar ook watergekoelde Green-Precision-blokken en de 349 cc PeCo-tweetaktmotor in eigen frames bouwde. Waarschijnlijk werkte C. Green, die later zijn eigen merk oprichtte, bij Regal. Regal werd in 1913 overgenomen door A.H. Haden.